# ハインリヒ・ハラー
ハインリヒ・ハラー（Heinrich Harrer, 1912年7月6日 - 2006年1月7日）は、オーストリアの登山家、写真家。幼少のダライ・ラマ14世と交流を持つ数少ない人物であった。

## 経歴
1912年7月6日、オーストリア・ハンガリー帝国のケルンテンにて生を受けた。東隣のシュタイアーマルク州にあるグラーツ大学にて地理学を専攻し、1938年にフリッツ・カスパレクおよびドイツ人隊のメンバーと共にアイガー北壁の初登頂に成功。この功績によりドイツのナンガ・パルバット遠征隊（隊長ペーター・アウフシュナイター de:Peter Aufschnaiter）への参加が認められヒマラヤへと赴く事となった。
1939年、ナンガ･パルバットの新しい登頂ルートを見つけた遠征隊は、イギリス領インド帝国（現在のパキスタン）のカラチでヨーロッパへの帰還のために船を待っていた。しかし第二次世界大戦の勃発で、敵対国の国民として拘禁される事となりムンバイの抑留所で抑留された。その後、ヒマラヤに近いデラドゥンに移されたハラーは、そこで脱走に成功しネラン、ツァンチョクラ峠を越え、チベットへ逃れる。
映画『セブン・イヤーズ・イン・チベット』でハラーのチベットでの滞在が描かれている。ナチ党員（党員番号：6307081）、ナチス親衛隊員（所属：38部隊、隊員番号：73896、最終階級：曹長）でもあり、ドイツによるオーストリア併合も支持、アドルフ・ヒトラー個人にも好意的な内容の手紙を送っていたが、戦後は不問にされている。ただし、以上の経歴がサイモン・ヴィーゼンタールによって暴露され、上記映画上映の際には、ユダヤ系団体から映画の内容に対する批判、上映ボイコット騒動があった。

## 著書
- 『白い蜘蛛 アイガーの北壁』横川文雄訳 白水社 1960 - アイガー北壁に関する著述
  - 『アイガー北壁の初登攀』筑摩書房 1978
  - 『新編・白い蜘蛛』長谷見敏訳 山と渓谷社 2000
- 『石器時代への旅 秘境ニューギニアを探る』近藤等・植田重雄訳 新潮社 1964
  - 『石器時代への旅　世界探検全集16』河出書房新社 1978、新版（角幡唯介 解説）2022
- 『チベットの七年』近藤等訳 新潮社 1955
- 『チベットの七年 ダライ・ラマの宮廷に仕えて』福田宏年訳 白水社 1981、新版1989・1997
  - 『セブン・イヤーズ・イン・チベット』角川文庫 1997 - 映画化で再刊

### 映画
- 『セブン・イヤーズ・イン・チベット』 - 『チベットの七年』を映画化